# Легкі крейсери класу «Дідо»
Легкі крейсери типу «Дідо» (англ. Dido-class cruiser) — клас військових кораблів з 16 легких крейсерів (також кваліфікувалися, як крейсери ППО) (разом з підкласом «Беллона»), що випускалися британськими суднобудівельними компаніями з 1940 по 1942 роки. Легкі крейсери цього типу становили модернізовану версію крейсерів типу «Аретюза» й входили до складу Королівських військово-морських флотів Великої Британії, Нової Зеландії та ВМС Пакистану і взяли найактивнішу участь у морських боях і битвах Другої світової війни.
Всього було побудовано шістнадцять одиниць: перша партія з трьох крейсерів увійшла до ВМФ Великої Британії у 1940 році, наступні дві групи з шести та двох бойових кораблів відповідно у 1941 та 1942 роках. Підгрупа легких крейсерів типу «Беллона» у кількості п'яти одиниць увійшла до строю в 1943—1944 роках. Пізніше три з них «Беллона», «Блек Прінс» і «Рояліст» були передані до ВМФ Нової Зеландії, ще один «Бабур» потім увійшов до ВМС Пакистану.

## Легкі крейсери типу «Дідо»

### Історія
Досвід бойових дій на морі в ході Першої світової війни довів, що потреба в крейсерах залишається дуже великою, тому навіть з початком другого за чергою світового конфлікту, англійці не припиняли проектувати і закладати нові кораблі такого класу. Значний розвиток отримала лінія легких крейсерів малої водотоннажності, початок якої був закладений крейсерами «Аретюза». У 1939—1942 роках на воду були спущені кораблі найбільшою в історії британського флоту серією крейсерів типу «Дідо», призначених щоб протиповітряного прикриття середземноморських і арктичних конвоїв. Це були невеликі кораблі (приблизно в 5 000 — 6 000 тонн), озброєні 133-мм універсальними гарматами, здатними вести вогонь, як по морських, так і по повітряних цілях.
Крейсери цього типу будувалися двома серіями. Перша складалася з одинадцяти кораблів: «Дідо», «Евріал», «Найад», «Фібі», «Сіріус», «Бонавентуре», «Герміона», «Карібдіс», «Сцилла», «Аргонаут» і «Клеопатра». У другу входило п'ять кораблів з меншим числом гармат головного калібру і більш сильним зенітним озброєнням — «Беллона», «Блек Прінс», «Дайадем», «Рояліст» і «Спартан».
За задумом проектувальників крейсерів корабельна артилерія мала представлятися десятьма 5,25-дюймовими універсальними гарматами Mark I у п'яти баштах, які були допоміжною зброєю на лінійних кораблях типу «Кінг Джордж V». Однак, через складності виробництва цих артилерійських систем перша партія крейсерів увійшла до строю, маючи тільки вісім установок у чотирьох баштах. Лише на «Дідо» пізніше була вмонтована п'ята гарматна башта. До того ж, перша серія була озброєна 102-мм гарматою та двома 40-мм зчетвереними установками автоматичних зенітних гармат QF 2 pounder Mark II.
Друга партія кораблів вже повністю оснащувалася п'ятьма баштовими установками подвійних 133-мм гармат. А третя партія знову через брак артилерії озброювалася тільки восьма 113-мм системами Mk I, яка відмінно зарекомендувала, як засіб ППО. На цій серії крейсерів також встановлювалася 102-мм гармата, бронювання корпусу посилювалося з 8 до 10 дюймів.
Четверта партія крейсерів цього типу, яка отримала назву за головним кораблем у серії «Беллона» мала незначні відмінності в конструкції та оснащенні. По-перше, корабель озброювався 8 133-мм універсальними гарматами Mark I у чотирьох баштах і мав потужне зенітне озброєння, які включало 12 40-мм автоматичних зенітних гармат QF 2 Mark II та 12 20-мм зенітних гармат «Ерлікон». У порівнянні з іншими кораблями, цей підклас мав нижчий профіль рубки, удосконалене радарне оснащення. Управління зенітним вогнем за допомогою приладу управління зенітним вогнем «HACS» з силовою гіростабілізацією і радарним наведенням по дальності, висоті і азимуту.

## Служба
Крейсери типу «Дідо» розпочали надходити до бойового складу флоту у розпал першого етапу Другої світової війни й взяли участь у великих морських битвах та боях в Атлантиці, на Середземномор'ї, Тихому океані, зокрема вони билися в битві біля мису Матапан, другій битві в затоці Сидра, висадках морського десанту на півночі Африки, в Нормандії, битві за Окінаву. З 16 бойових кораблів п'ять були потоплені ворогом («Найад», «Бонавентуре», «Карібдіс», «Герміона» і «Спартан»), а шостий — «Сцилла» — отримав серйозні пошкодження через підрив на міні й був виведений зі складу ВМС.
У післявоєнний час крейсери продовжували службу в лавах британського флоту, основна маса була виведена спочатку до Резерву ВМС, а в 1960-ті роки зі складу Королівського флоту та розібрана на металобрухт. «Беллона», «Блек Прінс» і «Рояліст» були позичені ВМФ Нової Зеландії, ще один «Бабур» проданий ВМС Пакистану, де перейменований на «Бабур» і згодом перероблений на навчальний корабель.

### Підтип крейсерів «Дідо»
Незважаючи на належність до одного типу, кораблі відрізнялися за деякими показниками, зокрема в системах озброєння. Так «Бонавентуре», що увійшов до строю у травні 1940 року, мав тільки чотири подвійні установки 5,25-дюймових універсальних гармат Mark I через брак гармат цього калібру й замість був озброєний 102-мм універсальною гарматою QF 4 inch Mk V для стрільби освітлювальними боєприпасами. Лише в жовтні він отримав радарну систему раннього виявлення та наведення зброї.
«Найад» вже був озброєний п'ятьма баштовими установками з 10 гарматами 133-мм калібру і у вересні 1941 отримав п'ять зенітних установок 20-мм скорострільних гармат і радар типу 279.
«Фібі» увійшов до сил флоту у вересні 1940 року, маючи озброєння, як і на «Бонавентуре» з чотирьох башт та одної 102-мм салютної гармати на мостику. З листопада 1941 до квітня 1942 крейсер проходив повну модернізацію на верфях Нью-Йорку, де на ньому були встановлені радар типу 279, кулемети Vickers .50, водночас, замість зчетверених зенітних гармат QF 2 pounder Mark II були вмонтовані одинадцять 20-мм зенітних установок. Встановлені також радари типів 281, 284 та 285.
23 жовтня 1942 року при проходженні до Французької Екваторіальної Африки в естуарії Конго поблизу міста Пуент-Нуар крейсер «Фібі» був уражений торпедою німецького підводного човна U-161. Через отримані пошкодження башта «A» була тимчасово демонтована при проведенні ремонту.
У ході другої модернізації та ремонту, що проводилося протягом шести місяців 1943 року, «Фібі» був перепрофільований на крейсер ППО, усі три зчетверені зенітні установки були демонтовані разом з сьома 20-мм одиночними зенітками, а замість них корабель озброювався трьома новітніми зчетвереними 40-мм зенітними установками «Бофорс» і шістьма здвоєними 20-мм зенітними гарматами. Оснащення крейсера посилювалося новим радаром типу 272. На квітень 1944 крейсер мав потужне зенітне озброєння: 12 40-мм гармат (3 ×4) та 16 20-мм зенітних гармат (6 × 2, 4 × l).
Головний корабель у серії крейсер «Дідо» при спущені на воду також оснащувався озброєнням, як і крейсер «Фібі». У другій половині 1941 року він переобладнувався на Нью-Йоркській військовій верфі, та йому встановили п'яту башту з гарматами головного калібру та п'ять 20-мм зенітних гармат. На початку літа 1943 року три установки 20-мм зенітних гармат змінили на чотири подвійні 20-мм установки та оновили систему спостереження та керування зброєю, встановивши радари типу 272, 282, 284 та 285.
«Евріал» вступив до ладу у червні 1941 і мав повноцінне озброєння, у відповідності до проекту. Але, вже у вересні 1941 кулемети Vickers .50 змінили на 20-мм скоротрільні гармати. Ще через рік додали ще дві зенітні установки з цих зенітних гармат. А у середині наступного року, замість одиночних зенітних гармат встановили чотири подвійні 20-мм зенітні установки. Радар системи 279 замінили на тип 272, 281, 282 та 285. З жовтня 1943 до липня 1944 корабель зазнав глибокої модернізації, башта «Q» була демонтована, на її місце встановили зчетверену зенітну установку QF 2 Mark II та 2 20-мм зенітних гармати «Ерлікон»; замість радарів типу 271 та 272 змонтували новітні типи 279b, 277 і 293.
«Герміона» також увійшов до строю ВМФ, повністю озброєний 5,25-дюймовими універсальними гарматами QF 5.25 Mark I. У жовтні-листопаді 1941 замість 12,7-мм кулеметів Vickers отримав п'ять одиночних 20-мм зенітних гармат «Ерлікон».
«Сіріус» був спущений на воду з п'ятьма баштами з гарматами головного калібру та п'ятьма установками 20-мм зенітних гармат, ще дві зенітні гармати встановили на крейсері всередині 1943 року. У квітні 1945 року на «Сіріус» встановили нові дві установки 40-мм гармат Mk III замість 20-мм старих.
Крейсер «Клеопатра» введений у стрій з двома QF 2 Mark II замість великокаліберних кулеметів, однак і вони були демонтовані та замінені на п'ять 20-мм гармат «Ерлікон» всередині 1942 року. У середині 1943 року на корабель у рамках модернізації встановили ще одну зенітну гармату калібру 20-мм.
З листопада 1943 до листопада 1944 року крейсер проходив довготривалий капітальний ремонт, з нього була демонтована башта «Q», замість неї встановлені дві зчетверені зенітні установки QF 2 Mark II та п'ять 20-мм скорострільних зенітних гармат «Ерлікон».
«Аргонавт» увійшов до складу флоту, маючи чотири 20-мм зенітні гармати «Ерлікон» замість кулеметів. Башта «Q» також, як і на «Клеопатрі» була демонтована в ході модернізації 1943—1944 років у крейсер ППО. Натомість неї та чотирьох 20-мм одиночних «Ерліконів» корабель отримав на озброєння зчетверені зенітні установки та п'ять здвоєних 20-мм скорострільних гармат. У квітні 1944 корабель мав три зчетверені установки QF 2 Mark II, шість подвійних та п'ять одиночних 20-мм гармат «Ерлікон». Наприкінці війни на Тихому океані крейсер «Аргонавт» отримав п'ять установок 40-мм зенітних гармат «Бофорс» і ще три одиночні марки «Бофорс» Mk III.
«Сцилла» комплектувалася в процесі будівництва чотирма баштами з 113-мм гарматами QF 4.5 Mk III. Зенітне озброєння крейсеру складалося з восьми одиночних 20-мм гармат «Ерлікон», наприкінці 1943 його посилили ще шістьма подвійними 20-мм зенітними гарматами.
«Карібдіс» мав аналогічне «Сциллі» озброєння, а також одну башту з 102-мм гарматою позиції «X». Зенітне озброєння налічувало чотири одиночних 20-мм зенітних гармати та ще чотири одиночні установки QF 2 Mark II. Згодом 102-мм салютну гармату та дві установки QF 2 замінили на найсучасніші «Ерлікони».

### Підтип крейсерів «Беллона»
Першим серед крейсерів підтипу увійшов до строю британського флоту «Спартан», який мав чотири башти з 133-мм універсальними гарматами Mark I, а також потужне зенітне озброєння: три зчетверені гарматні установки QF 2 Mark II та дванадцять 20-мм скорострільних зенітних гармат «Ерлікон».
«Рояліст» при спуску на воду був переобладнаний на командний корабель ескортних авіаносців, на ньому додатково були встановлені дві подвійні та чотири одиночні установки 20-мм зенітних гармат. Єдиний корабель даного типу, що у післявоєнний час зазнав глибокої модернізації й був переданий до флоту Нової Зеландії. За планом переоснащення 1950—1954 років передбачалося замінити корабельну зброю на чотири шведські подвійні 57-мм артилерійські установки Bofors L70 або на чотири башти з 113-мм універсальними гарматами QF 4.5 Mk III. Однак, через деякі труднощі від цих планів відмовилися. Тільки «Рояліст», разом з іншим крейсером «Ньюфаундленд» були переобладнані та переозброєні на більш сучасні артилерійські системи й радари.
«Беллона» також мала вісім гармат головного калібру — 133-мм QF 5.25 Mark I, у квітні 1944 на крейсер додатково були встановлені ще чотири одиночні 20-мм зенітні установки «Ерлікон», та ще через рік додали 8 одиночних зеніток. Під час служби в новозеландському флоті подвійні «Ерлікони» замінили на 6 40-мм автоматичних зенітних гармат «Бофорс» L60.
«Дайадем» і «Блек Прінс» оригінально мали вісім одиночних установок «Ерлікон» та на початку 1945 року посилилися ще на дві двійні 20-мм зенітні установки даного типу. У 1952 році на «Блек Прінс» під час служби в Новій Зеландії зенітні гармати замінили на більш сучасні шведські «Бофорс» L60 Mk3P.
У 1956 році крейсер «Дайадем» був проданий Пакистану, де після незначного ремонту та модернізації на корабель з новим ім'ям «Бабур» встановили радари 293 та 281. Під час швидкоплинного індійсько-пакистанського збройного конфлікту брав участь у бойових діях та вів вогонь по позиціях противника. З 1962 року перероблений на навчальний корабель «Джіхангір».

## Список легких крейсерів типу «Дідо»

### Група легких крейсерів підтипу «Дідо»
| Корабель      | Номер вимпелу | Виготовлювач                                                                  | Закладено         | Спущено         | У строю         | Статус |
| ------------- | ------------- | ----------------------------------------------------------------------------- | ----------------- | --------------- | --------------- | --- |
| «Дідо»        | 37            | Cammell Laird, Беркенгед                                                      | 26 жовтня 1937    | 18 липня 1939   | 30 вересня 1940 | виведений до Резерву у жовтні 1947; з 1947 по 1957 роки служба в Резерві ВМС; проданий на брухт 18 липня 1957                  |
| «Аргонавт»    | 61            | Cammell Laird, Беркенгед                                                      | 21 листопада 1939 | 6 вересня 1941  | 8 серпня 1942   | розібраний на брухт 19 листопада 1955                                                                                          |
| «Карібдіс»    | 88            | Cammell Laird, Беркенгед                                                      | 9 листопада 1939  | 17 вересня 1940 | 3 грудня 1941   | потоплений німецькими міноносцями в битві біля Сет-Іль 22 жовтня 1943                                                          |
| «Фібі»        | 43            | Fairfield Shipbuilding and Engineering Company, Глазго                        | 2 вересня 1937    | 25 березня 1939 | 27 вересня 1940 | розібраний на брухт 1 серпня 1956                                                                                              |
| «Герміона»    | 74            | Alexander Stephen and Sons, Глазго                                            | 6 жовтня 1937     | 18 травня 1939  | 25 березня 1941 | потоплений німецьким підводним човном U-205 16 червня 1942                                                                     |
| «Бонавентуре» | 31            | Scotts Shipbuilding and Engineering Company, Грінок                           | 30 серпня 1937    | 19 квітня 1939  | 24 травня 1940  | торпедований італійським ПЧ «Ambra» південніше Криту 31 березня 1941                                                           |
| «Сцилла»      | 98            | Scotts Shipbuilding and Engineering Company, Грінок                           | 18 серпня 1938    | 24 липня 1940   | 12 червня 1942  | підірвався на морській міні 23 червня 1944 року, визнаний таким, що не підлягає відновленню; розібраний на брухт 4 травня 1950 |
| «Найад»       | 93            | Hawthorn Leslie and Company, Геббурн                                          | 26 серпня 1937    | 3 лютого 1939   | 24 липня 1940   | торпедований німецьким підводним човном U-565 південніше острова Крит, затонув 11 березня 1942                                 |
| «Клеопатра»   | 33            | Hawthorn Leslie and Company, Геббурн                                          | 5 січня 1939      | 27 березня 1940 | 5 грудня 1941   | розібраний на брухт 15 грудня 1958                                                                                             |
| «Сіріус»      | 82            | HMNB Portsmouth, Портсмут/Scotts Shipbuilding and Engineering Company, Грінок | 6 квітня 1938     | 18 вересня 1940 | 6 травня 1942   | виведений до Резерву в 1949; з 1949 по 1956 роки служба в Резерві ВМС; проданий на брухт 15 жовтня 1956                        |
| «Евріал»      | 42            | Chatham Dockyard, Чатем                                                       | 21 жовтня 1937    | 6 червня 1939   | 30 червня 1941  | розібраний на брухт 18 липня 1959                                                                                              |

### Група легких крейсерів підтипу «Беллона»
| Корабель     | Номер вимпелу | Виготовлювач                                           | Закладено         | Спущено         | У строю           | Статус |
| ------------ | ------------- | ------------------------------------------------------ | ----------------- | --------------- | ----------------- | --- |
| «Беллона»    | 63            | Fairfield Shipbuilding and Engineering Company, Говань | 30 листопада 1939 | 29 вересня 1942 | 29 жовтня 1943    | розібраний на брухт 5 лютого 1959 |
| «Рояліст»    | 89            | Scotts Shipbuilding and Engineering Company, Грінок    | 21 березня 1940   | 30 травня 1942  | 10 вересня 1943   | виведений до Резерву в 1946; переданий до складу Королівського ВМФ Нової Зеландії з 1956 до 1966 роки; розібраний на брухт у листопаді 1967 |
| «Дайадем»    | 84            | Hawthorn Leslie and Company, Геббурн                   | 15 грудня 1939    | 21 серпня 1942  | 6 січня 1944      | виведений до Резерву в 1950; проданий ВМС Пакистану 29 лютого 1956, перейменований на «Бабур»                                               |
| «Блек Прінс» | 81            | Harland and Wolff, Белфаст                             | 1 грудня 1939     | 27 серпня 1942  | 30 листопада 1943 | виведений до Резерву в 1946; переданий до складу Королівського ВМФ Нової Зеландії з 1946 до 1962 роки; проданий на брухт у березні 1962     |
| «Спартан»    | 95            | Vickers-Armstrongs, Барроу-ін-Фернес                   | 21 грудня 1939    | 27 серпня 1942  | 12 липня 1943     | потоплений німецькою бомбою, що планерує, Hs 293 в районі Анціо 29 січня 1944                                                               |